# Família Brenninkmeijer
Família Brenninkmeijer é fundadora da rede varejista de moda  C&A. Em 1841, os primeiros dois membros da família, os irmãos Clemens e August mudaram-se de Mettingen (norte da Alemanha) para os Países Baixos.
Em 1861, estabeleceram-se na cidade de Sneek (Holanda) para fundar a primeira companhia têxtil da família e criaram seu nome a partir de suas inicias (C&A). A primeira loja foi inaugurada no mesmo ano e se tornou uma das primeiras no mundo a oferecer roupas prontas aos consumidores. A filosofia da empresa sempre foi vender o melhor da moda a preços justos.
No Brasil, a C&A está presente há 40 anos. Sua primeira loja foi inaugurada em 1976, no Shopping Ibirapuera, em São Paulo. Aqui, o grupo é dono de marcas como: Ângelo Litrico, Sun Coast, PaloMino, Yéssica, Clock House, Ace e Jinglers.